# Linda Dement
Linda Dement (Brisbane, 1960) es una artista y escritora australiana que trabaja en fotografía, cine y artes digitales desde finales de la década de los 80.  Inicialmente trabajó en fotografías pero su práctica digital incorporó también programación, performatividad, lo textual y lo virtual.  Trabaja y explora con frecuencia las subjetividades radicales conectadas estrechamente con el feminismo y las tecnologías emergentes. Su trabajo aborda problemas de disturbios, corporeidad psico-sexual y lo digital y electrónico, dando forma al difícil territorio de lo insoportable y conflictivo, con precisión y control.

## Trayectoria
Nacida en Brisbane, estudió fotografía en el City Art Institute a principios de los años 80 y desde el inicio se interesó por la fotografía documental. En sus primeras exposiciones Fruits of the Flesh con Sarah Waterston en la Arthaus Gallery en Sydney a mediados de los 80 mostró imágenes de mujeres desnudas y despojos. Después de su graduación en Bellas Artes empieza a explorar las posibilidades creativas de las tecnologías emergentes como el CD-ROM y el arte digital. Participa en exposiciones en ISEA en 1992, en el International Painting Interactive en SIGGRAPH '92 en Chicago y el Imagina, Electronic Arts Festival, Monaco, Monte Carlo Machine Culture, SIGGRAPH 93, en Anaheim, California.
Contemporánea al grupo también australiano VNS Matrix pioneras en la utilización del término ciberfeminismo, Dement también creó arte interactivo en CD-Rom, e-zines como geeekgirl, Brillo and Digitarts, grrrowl, generando provocadoras y subversivas obras sobre las relaciones alternativas con las nuevas tecnologías.
Sus trabajos de programación e imagen fija han sido ampliamente expuestos internacional y localmente, incluyendo el Instituto de Arte Contemporáneo de Londres, el Ars Electronica de Austria, varios simposios internacionales de arte electrónico y el Festival Impakt de Medios y Arte de Europa. 
Fue dos veces ganadora del Premio de Arte Digital Nacional australiano y obtuvo una Beca de Artes del New Media Arts otorgada por el Consejo de Arte de Australia. Su trabajo está en colecciones como la de la Bibliotheque Nationale de France, el archivo de Video Arte australiano, el New York Filmmakers Co-op y la Fundación Daniel Langlois.

## Premios y reconocimientos
- 1996 Becada por New Media Arts
- 2005 y 2006 premio Harries Australian National Digital Art
- 2010 Digital Futures Fund en 2010 becada por el Consejo Australiano de las Artes.
- Mejor CD-ROM en el 9th Stuttgarter Filmwinter Festival de Alemania
- Mención de Honor en New Voices/New Visions, Palo Alto, California y Ars Electronica, Austria

## Obras
- Trabajos fotográficos entre 1981- 1991[2]
- Tales of Typhoid Mary, 1991 (CD ROM)[4]
- Cyberflesh Girlmonster (CD ROM), 1995. Para hacer este trabajo Dement montó un puesto en la Semana del artista en el Festival de Adelaida en 1994 donde 30 mujeres "donaron" partes de su cuerpo para escanear digitalmente y grabar su sonido. Las partes del cuerpo escaneadas fueron manipuladas digitalmente y reelaboradas como organismos "mutantes''. Algunas de las donantes de 'carne' eran conocidas artistas ciberfeministas australianas presentes en el Festival.[5]
- In My Gash (CD ROM), 1999
- Eurydice, 1997 - 2007, en colaboración con Kathy Acker
- I Know You Think It's Too Late, 2007
- Awry Signals, 2013, a collaboration with Nancy Mauro-Flude
- Moving Forest, en colaboración con Shu Lea Cheang y Martin Howse para el Transmediale Festival de Berlín, 2008
- On Track, 2009, en colaboración con el grupo In Serial; Linda Dement, Petra Gemeinboeck, PRINZGAU/podgorschek y Marion Tränkle, formado a través de eMobilArt workshop programme 2008 - 2009
- The Ends of the Earth,[12] 2009, en colaboración con Jane Castle
- Bloodbath, 2010, Bump Projects; en colaboración con Francesca da Rimini, Kate Richards, Nancy Maruo-flude y Sarah Waterson en el Sydney Roller Derby League
- Killing the Host, 2011
- Moving Forest, 2012
- 50BPM, 2013, a collaboration with Kelly Doley
- Kill Fix, 2013
- Shift 2016 en colaboración con Jessie Boylan

## Publicaciones
- 'Girl #4 Late 70s', en V Blazey et al. (eds), Love Cries. Sydney: Angus and Robertson, 1995
- 'Payment', en L Stevens (ed), Warp Drive. Sydney: Random House, 1998